# Montreal Victorias
Victoria Hockey Club je bil zgodnji amaterski hokejski klub iz Montreala, Quebec. Ustanovljen je bil leta 1877 in je bil drugi organizirani hokejski klub v zgodovini, za univerzitetnim moštvom McGill Redmen. Klub je domače tekme igral na drsališču Victoria Skating Rink v Montrealu. Klub je leta 1895 osvojil Stanleyjev pokal in ga z izjemo krajšega obdobja v letu 1896 držal vse do leta 1899. Na začetku 20. stoletja je v hokej na ledu vse bolj vdiral profesionalizem, a je klub ostal amaterski in se leta 1908 odcepil od lige Eastern Canada Amateur Hockey Association, ki je postala profesionalna. Amaterski hokejski klub je postal prvi dobitnik Pokala Allan in je deloval do leta 1939. 

## Zgodovina
Zanimanje za hokej na ledu na drsališču Victoria Skating Club v Montrealu sega nazaj vsaj do leta 1875, ko se je odvila prva zabeležena organizirana hokejska tekma med člani drsalnega kluba in študenti Univerze McGill. Drsališče samo je delovalo sicer že od leta 1862. Hokejski klub Victoria Hockey Club je bil organiziran leta 1877 in je postal drugi organizirani hokejski klub v zgodovini. Tedaj lige še ni bilo, zato so prirejali ekshibicije in turnirje, kakršen je bil Montreal Winter Carnival. 
Leta 1886 je klub pripomogel k ustanovitvi lige Amateur Hockey Association of Canada (AHAC). V njej je sodeloval od 1887 do 1898. V tem obdobju je klub doživljal največje uspehe, saj je osvojil Stanleyjev pokal leta 1895, decembra 1896, v letih 1897 in 1898 in v februarju 1899. Prav tako je osvojil ligo AHAC v letih 1895, 1896, 1897 in 1898. Leta 1894 je sodeloval v prvi končnici Stanleyjevega pokala in v polfinalu z izidom 2-3 izgubil proti Montrealu. 
Klub je leta 1898 izstopil iz lige AHAC zaradi nestrinjanja glede vstopa kluba Ottawa Capitals v ligo in pripomogel k ustanovitvi lige Canadian Amateur Hockey League (CAHL), v kateri je sodeloval do leta 1905. Tedaj je razpadla liga CAHL, zato je klub postal eden od ustanovnih članov nove lige Eastern Canada Amateur Hockey Association (ECAHA). Liga ECAHA je v začetku dovoljevala tako amaterje kot profesionalce. Klub je v ligi igral dve leti, vseskozi kot izključno amatersko moštvo, in je ligo zapustil po sezoni 1907/08, da bi se osredotočil na amaterski hokej na ledu. 
Leta 1908 so klubu podelili novi pokal Allan, ki je bil namenjen najboljši amaterski ekipi. Zatem so pokal prevzela druga moštva, kluba pa je deloval naprej na članski amaterski ravni v ligah Inter-Provincial Amateur Hockey Union in Quebec Amateur Hockey Association. 
Drsališče Victoria Skating Rink so leta 1937 zaprli, klub pa je prenehal z delovanjem dve leti kasneje. 

## Izidi
Pred sezono 1893/94 je bila igra organizirana z izzivi, ekshibicijskimi tekmami ali turnirji. 
| Sezona  | Liga  | OT | Z | P  | R | GF | GA  | TOČ | Uvrstitev | Končnica |
| ------- | ----- | -- | - | -- | - | -- | --- | --- | --------- | --- |
| 1893/94 | AHAC  | 8  | 5 | 3  | 0 | 36 | 20  | 10  | 1.        | Izgubili 3–2 proti Montreal HC v končnici Stanleyjevega pokala.                                                        |
| 1894/95 | AHAC  | 8  | 6 | 2  | 0 | 12 | 35  | 20  | 1.        | Osvojili Stanleyjev pokal kot prvaki lige AHAC.                                                                        |
| 1895/96 | AHAC  | 8  | 7 | 1  | 0 | 14 | 41  | 24  | 1.        | Izgubili izziv proti moštvu Winnipeg Victorias.                                                                        |
| 1896/97 | AHAC  | 8  | 7 | 1  | 0 | 14 | 48  | 26  | 1.        | Osvojili Stanleyjev pokal po izzivu proti Winnipegu. Obranili pokal kot prvaki lige AHAC.                              |
| 1897/98 | AHAC  | 8  | 8 | 0  | 0 | 16 | 53  | 33  | 1.        | Obranili pokal po izzivu s strani Ottawa Capitals Obranili pokal kot prvaki lige AHAC.                                 |
| 1898/99 | CAHL  | 8  | 6 | 2  | 0 | 12 | 44  | 23  | 2.        | Obranili pokal po izzivu s strani Winnipeg Victorias Izgubili pokal proti prvaku lige CAHL, moštvu Montreal Shamrocks. |
| 1899/00 | CAHL  | 8  | 2 | 6  | 0 | 4  | 44  | 55  | 4.        | -- |
| 1900/01 | CAHL  | 8  | 4 | 3  | 1 | 9  | 45  | 32  | 2.        | -- |
| 1901/02 | CAHL  | 8  | 4 | 4  | 0 | 8  | 36  | 25  | 3.        | -- |
| 1902/03 | CAHL  | 8  | 6 | 2  | 0 | 12 | 48  | 33  | 2.        | -- |
| 1903/04 | CAHL  | 8  | 5 | 3  | 0 | 10 | 75  | 48  | 2.        | -- |
| 1904/05 | CAHL  | 10 | 9 | 1  | 0 | 18 | 64  | 32  | 1.        | Niso izzivali za Stanleyjev pokal.                                                                                     |
| 1905/06 | ECAHA | 10 | 6 | 4  | 0 | 12 | 76  | 73  | 3.        | -- |
| 1906/07 | ECAHA | 10 | 6 | 4  | 0 | 12 | 101 | 70  | 3.        | -- |
| 1907/08 | ECAHA | 10 | 4 | 6  | 0 | 8  | 73  | 78  | 5.        | -- |
| 1908/09 | IPAHU | -  | - | -  | - | -  | -   | -   | -         | - |
| 1909/10 | IPAHU | -  | - | -  | - | -  | -   | -   | -         | - |
| 1935/36 | QAHA  | 22 | 8 | 9  | 5 | 64 | 80  | 22  | 5.        | -- |
| 1936/37 | QAHA  | 22 | 7 | 12 | 3 | 58 | 65  | 18  | 6.        | -- |
| 1937/38 | QAHA  | 22 | 8 | 11 | 3 | 63 | 74  | 21  | 6.        | -- |
| 1938/39 | QAHA  | 22 | 5 | 15 | 3 | 66 | 79  | 16  | 6.        | -- |

- 1893–1908: (vir: [5])
- 1935–39: Seštevek točk vključuje tudi 4 tekme proti McGillu, ki so se štele za prvenstvo. (vir: [6])

## Vidnejši igralci
3 igralci moštva so bili kasneje sprejeti v Hokejski hram slavnih lige NHL:
- Russell Bowie
- Graham Drinkwater
- Mike Grant

### Zmagovalci Stanleyjevega pokala, 1895
Robert Jones (vratar), Jim Fenwick (vratar), A. McDougall (vratar), Hartland McDougall (vratar), Harold Henderson (point), Ronald Elliot (point), William Pullan (point), Mike Grant (coverpoint-kapetan), 
Graham Drinkwater (rover), Shirley Davidson (napadalec), Robert McDougall (napadalec), Norman Rankin (napadalec).
Neigralci
W. Jack (predsednik), Fred Meredith (častni predsednik), P.M. Desterneck (tajnik/blagajnik), G.R. Hooper (direktor). 
Moštvo je prejelo Stanleyjev pokal kot prvak AHAC sezone 1895

### Zmagovalci Stanleyjevega pokala, 1897
Gordon Lewis (vratar), Harold Henderson (point), Hartland MacDougall (point), Mike Grant (coverpoint-kapetan), Graham Drinkwater (rover),
Robert MacDougall (napadalec), Shirley Davidson (napadalec), Ernest McLea (napadalec), Cam Davidson (napadalec), Jack Ewing (napadalec), Harry Messy (napadalec), David McLellan (napadalec), Percy Molson (napadalec)
Neigralci
W. Jack (predsednik), Fred Meredith (častni predsednik), W. Grant (podpredsednik), F.H. Wilson (častni podpredsednik), P.M. Desterneck (tajnik/blagajnik)
Decembra 1896 je moštvo osvojilo Stanleyjev pokal po izzivu proti moštvu Winnipeg Victorias in pokal nato obranilo v AHAC sezoni 1897.